# Cold House
Cold House es el quinto álbum de la banda inglesa Hood, realizado por Domino Recording Company en 2001. Tres canciones presentan colaboraciones vocales de Doseone y Why?, dos tercios de Clouddead. "You Show No Emotion at All" fue lanzado como single del álbum.

## Recepción
Cold House recibió críticas generalmente favorables de los críticos. Metacritic le dio al álbum una calificación de 87 sobre 100, basado en 14 revisiones. Philip Sherburne de Cleveland Scene lo llamó "no solo uno de los discos más melancólicos de los últimos tiempos, sino también un triunfo del empalme genético musical, que combina el indie rock con sabor popular y los ritmos de la electrónica experimental". Nathan Rooney de Pitchfork  notó que "con Cold House, Hood parece haber tropezado con un sonido propio". Bradley Torreano de AllMusic describió el álbum como "el próximo paso hacia el futuro helado y frío del rock alternativo que Kid A pronosticó".

## Lista de canciones
| N.º | Título                                                                                          | Duración |  |
| 1.  | «They Removed All Trace That Anything Had Ever Happened Here» (colaboración con Doseone y Why?) | 5:20     |  |
| 2.  | «You Show No Emotion at All»                                                                    | 5:13     |  |
| 3.  | «Branches Bare» (colaboración con Doseone y Why?)                                               | 5:55     |  |
| 4.  | «Enemy of Time»                                                                                 | 3:22     |  |
| 5.  | «The Winter Hit Hard»                                                                           | 5:42     |  |
| 6.  | «I Can't Find My Brittle Youth»                                                                 | 3:11     |  |
| 7.  | «This Is What We Do to Sell Out(s)»                                                             | 3:05     |  |
| 8.  | «The River Curls Around the Town»                                                               | 3:23     |  |
| 9.  | «Lines Low to Frozen Ground»                                                                    | 5:15     |  |
| 10. | «You're Worth the Whole World» (colaboración con Doseone y Why?)                                | 5:43     |  |